# Trollius ranunculinus
Trollius ranunculinus là một loài thực vật có hoa trong họ Mao lương. Loài này được Stearn miêu tả khoa học đầu tiên.